# Giovanni Pietro Flaccomio
Giovanni Pietro Flaccomio (Milazzo, 1565 circa – Torino, 1617) è stato un compositore e maestro di cappella italiano.
Dopo la sua formazione e un primo periodo di attività in Sicilia, fu ingaggiato dal re Filippo III di Spagna come maestro di cappella di corte presso le residenze di Valladolid e Madrid.
Pochi anni prima della sua morte tornò in Italia per ricoprire a Torino la carica di elemosiniere del Duca di Savoia.
Stilisticamente le sue opere si inquadrano già nell'ambito della musica barocca. Ha composto essenzialmente musica vocale sacra (mottetti, messe, ecc.) e pubblicato opere di altri compositori italiani del suo tempo.
| Controllo di autorità | VIAF (EN) 49488863 · ISNI (EN) 0000 0001 0969 5812 · CERL cnp00292207 · LCCN (EN) n94010989 · GND (DE) 102498687 · BNF (FR) cb148069690 (data) |